# Неореалізм (міжнародні відносини)
Неореалізм, або структурний реалізм — напрям теорії міжнародних відносин, який базується на поєднанні принципів класичного реалізму з теорією міжнародних систем. Іноді цей напрям ще називають структурним реалізмом, оскільки головною категорією неореалізму виступає міжнародна система, що розглядається як структура взаємовідносин між державами.
Виникнення неореалізму можна пов'язати з публікацією в 1979 році книги Кеннета Волтца «Теорія міжнародної політики», в якій він виступив за системний підхід: міжнародна структура діє як обмеження на державну поведінку так, що виживають тільки ті держави, чиї результати перебувають у межах очікуваного діапазону дій. Ця система схожа на мікроекономічному модель, в якій фірми встановлюють ціни на набір і кількість продукції на основі ринку.